# HERPUD1
HERPUD1 (англ. Homocysteine inducible ER protein with ubiquitin like domain 1) – білок, який кодується однойменним геном, розташованим у людей на короткому плечі 16-ї хромосоми. Довжина поліпептидного ланцюга білка становить 391 амінокислот, а молекулярна маса — 43 720.
| 10         |  | 20         |  | 30         |  | 40         |  | 50         |
| ---------- |  | ---------- |  | ---------- |  | ---------- |  | ---------- |
| MESETEPEPV |  | TLLVKSPNQR |  | HRDLELSGDR |  | GWSVGHLKAH |  | LSRVYPERPR |
| PEDQRLIYSG |  | KLLLDHQCLR |  | DLLPKQEKRH |  | VLHLVCNVKS |  | PSKMPEINAK |
| VAESTEEPAG |  | SNRGQYPEDS |  | SSDGLRQREV |  | LRNLSSPGWE |  | NISRPEAAQQ |
| AFQGLGPGFS |  | GYTPYGWLQL |  | SWFQQIYARQ |  | YYMQYLAATA |  | ASGAFVPPPS |
| AQEIPVVSAP |  | APAPIHNQFP |  | AENQPANQNA |  | APQVVVNPGA |  | NQNLRMNAQG |
| GPIVEEDDEI |  | NRDWLDWTYS |  | AATFSVFLSI |  | LYFYSSLSRF |  | LMVMGATVVM |
| YLHHVGWFPF |  | RPRPVQNFPN |  | DGPPPDVVNQ |  | DPNNNLQEGT |  | DPETEDPNHL |
| PPDRDVLDGE |  | QTSPSFMSTA |  | WLVFKTFFAS |  | LLPEGPPAIA |  | N          |

A: Аланін

C: Цистеїн

D: Аспарагінова кислота

E: Глутамінова кислота

F: Фенілаланін

G: Гліцин

H: Гістидин

I: Ізолейцин

K: Лізин

L: Лейцин

M: Метіонін

N: Аспарагін

P: Пролін

Q: Глутамін

R: Аргінін

S: Серин

T: Треонін

V: Валін

W: Триптофан

Кодований геном білок за функцією належить до фосфопротеїнів. 
Задіяний у таких біологічних процесах, як відповідь на порушення конформації білку, ацетилювання, альтернативний сплайсинг. 
Локалізований у мембрані, ендоплазматичному ретикулумі.